# Montlieu-la-Garde
Montlieu-la-Garde è un comune francese di 1 366 abitanti situato nel dipartimento della Charente Marittima nella regione della Nuova Aquitania.

## Società

### Evoluzione demografica
Abitanti censiti